# Li Lei
Li Lei (chiń. 李磊; ur. 30 maja 1992 w Qingdao) – chiński piłkarz grający na pozycji lewego obrońcy w klubie Grasshopper Club Zürich.

## Kariera juniorska
Li grał jako junior w Qingdao Hailifeng (2003–2009).

## Kariera seniorska

### Shanghai Shenxin
Li przeszedł do Shanghai Shenxin 1 stycznia 2010. Zadebiutował on dla tego klubu 17 kwietnia 2010 w meczu z Zhejiang Professional (wyg. 3:2). Pierwszą bramkę zawodnik ten zdobył 31 października 2010 w wygranym 0:2 spotkaniu przeciwko Jiangsu Suning. Łącznie dla Shanghai Shenxin Chińczyk rozegrał 40 meczów, strzelając 2 gole.

### Henan Songshan Longmen
Li przeniósł się do Henan Songshan Longmen 16 lutego 2013. Debiut dla tego zespołu zaliczył on 24 kwietnia 2013 w starciu z Shaanxi Laochenggen. Ostatecznie w barwach Henan Songshan Longmen Chińczyk wystąpił 13 razy, nie zdobywając żadnej bramki.

### Beijing Guo’an
Li trafił do Beijing Guo’an 17 stycznia 2015. Zadebiutował on dla tego klubu 17 marca 2015 w meczu z Urawa Red Diamonds (wyg. 2:0). Pierwszą bramkę zawodnik ten zdobył 21 kwietnia 2017 w zremisowanym 1:1 spotkaniu przeciwko Tianjin Tianhai. Łącznie dla Beijing Guo’an Chińczyk rozegrał 141 meczów, strzelając 4 gole.

### Grasshopper Club Zürich
Li przeszedł do Grasshopper Club Zürich 5 stycznia 2022. Debiut dla tego zespołu zaliczył on 5 lutego 2022 w przegranym 1:3 spotkaniu przeciwko FC Zürich.

## Kariera reprezentacyjna
| Mecze i gole w reprezentacji | Mecze i gole w reprezentacji | Mecze i gole w reprezentacji | Mecze i gole w reprezentacji | Mecze i gole w reprezentacji | Mecze i gole w reprezentacji | Mecze i gole w reprezentacji | Mecze i gole w reprezentacji         |
| Chiny                        | Chiny                        | Chiny                        | Chiny                        | Chiny                        | Chiny                        | Chiny                        | Chiny                                |
| Lp.                          | Data                         | Miejsce                      | Gospodarz                    | Gość                         | Wynik                        | Gol                          | Rozgrywki                            |
| ---------------------------- | ---------------------------- | ---------------------------- | ---------------------------- | ---------------------------- | ---------------------------- | ---------------------------- | ------------------------------------ |
| 1.                           | 21.03.2019                   | Nanning                      | Chiny                        | Tajlandia                    | 0:1                          |                              | Mecz towarzyski                      |
| 2.                           | 07.06.2019                   | Kanton                       | Chiny                        | Filipiny                     | 2:0                          |                              | Mecz towarzyski                      |
| 3.                           | 11.06.2019                   | Kanton                       | Chiny                        | Tadżykistan                  | 1:0                          |                              | Mecz towarzyski                      |
| 4.                           | 10.09.2019                   | Male                         | Malediwy                     | Chiny                        | 0:5                          |                              | Mistrzostwa Świata 2022 – eliminacje |
| 5.                           | 11.06.2021                   | Szardża                      | Malediwy                     | Chiny                        | 0:5                          |                              | Mistrzostwa Świata 2022 – eliminacje |

## Sukcesy
Sukcesy w karierze klubowej:
- Puchar Chin – 1×, z Beijing Guo’an, sezon 2018
- Chinese Super League – 1×, z Beijing Guo’an, sezon 2019
- Superpuchar Chin – 1×, z Beijing Guo’an, sezon 2019